# Stacey Tendeter
Stacey Tendeter (Hemel Hempstead, 21 juni 1949 – Hackney, 26 oktober 2008) was een Britse actrice. Ze was vooral bekend door haar rol van Muriel in de film Les Deux Anglaises et le Continent uit 1971.
Het grootste deel van haar carrière speelde zich af in de jaren zeventig op de Britse televisie, waar ze te zien was in Elizabeth R, Dead of Night, The Pallisers en Doctor Who. Daarna speelde ze voornamelijk in het theater, onder meer in The Sentence, School For Sugar en The Scandal. In 1982 speelde ze in de Britse onafhankelijke film Friend or Foe. Haar laatste optreden op televisie was een gastrol in een aflevering uit 1994 van The Bill.
Tendeter overleed in 2008 aan borstkanker, nadat ze jarenlang aan de ziekte had geleden en daardoor niet meer in de televisie-, film- of theaterwereld had kunnen werken. Ze liet een man en drie kinderen achter.
- Bibliothèque nationale de France: cb140404866 (data)
- International Standard Name Identifier: 0000 0001 1947 6445
- Library of Congress Control Number: no2001091546
- Nationale Bibliotheek van Tsjechië: pna2007370769
- Nationale Bibliotheek van Israël: 987007328470505171
- Système universitaire de documentation: 058865950
- Virtual International Authority File: 24258405
- WorldCat: E39PBJgRRtW3GPvHx6cCdjRMyd